# Gieorgijewskaja (przystanek kolejowy w rejonie wołchowskim)
Gieorgijewskaja (ros. Георгиевская) – przystanek kolejowy w miejscowości Gieorgijewskaja, w rejonie wołchowskim, w obwodzie leningradzkim, w Rosji. Położony jest na linii Wołchow - Murmańsk.